# Dahui Zonggao
Dahui Zonggao (chiń. 大慧宗杲, pinyin Dàhuì Zōnggǎo; kor. 대혜종고 Taehye Chonggo; jap. ダイエシュウコウ Daie Shūkō; wiet. Đại Huệ Tông Cảo; ur. 1089 w Xuanzhou, zm. 1163) – chiński mistrz chan ze szkoły linji odłamu yangqi.

## Życiorys
Urodził się w Xuanzhou w dystrykcie Ningguo (obecnie powiat Xuancheng), w dzisiejszej prowincji Anhui. Pochodził z rodziny Xi i nazywał się Xuan Cheng. W wieku 13 lat rozpoczął klasyczną edukację, jednak szybko ją przerwał i postanowił zostać mnichem buddyjskim. Było to dość nietypowe, zwłaszcza w okresie Song, gdy hagiografowie podkreślali klasyczne wykształcenie przyszłych mistrzów. Ogólnie uważano, że brak takiego wykształcenia źle rokuje. W wieku 16 lat opuścił rodzinny dom i rozpoczął praktykę w klasztorze Huiyun na górze Dong, gdzie w 1104 r. został nowicjuszem. W rok później został wyświęcony na mnicha. Już wtedy wykazywał mocne i stałe zainteresowanie w praktyce chan oraz w studiowaniu gong’anów zarówno z nauczycielami, jak i książek. Udało mu się zdobyć kopię zbioru yulu mistrza Yunmena Wenyana.
W wieku 19 lat Dahui opuścił Huanzhou i udał się do Taipingzhou, gdzie rozpoczął studia chan u mistrza Ruizhu Shaochenga (znanego także jako Baoyin Dashi) ze szkoły Linji. Kształcił się w naukach wszystkich pięciu domów chan. W wieku 19 lat rozpoczął wędrówkę po Chinach przenosząc się od mistrza do mistrza różnych szkół chan. Praktykował chan przez dwa lata w klasztorze caodong Taiyang w Hubei, który był głównym klasztorem tej tradycji. Jego nauczycielem był mistrz Dongshan Daowei, uczeń Furonga Daokaia (1043–1118). Dahui wspomina, że jego nauczyciel nauczał oświecenia, w przeciwieństwie do innych mistrzów caodong, których m.in. za to krytykuje. Większość z jego nauczycieli należała jednak do frakcji huanglong szkoły linji. Jednym z nich był mistrz chan Zhantang Wenzhun (1061–1115) z klasztoru Baofeng w północnej części dzisiejszej prowincji Jiangxi.
W 1115 r. zmarł mistrz Zhantang. Ta śmierć otworzyła dziesięcioletni okres w życiu, w którym Dahui był pełen zwątpienia w siebie, jak i w nauki chanu. Zetknął się on wtedy z wybitnym uczonym buddyjskim Zhangiem Shangyingiem (1043–1122), którego poprosił o napisanie biograficznego epitafium (chiń. taming) dla swego nauczyciela. Zhang był byłym premierem, świeckim spadkobiercą mistrza chan Dongshuaia Congyuego (1044–1091), znawcą buddyzmu huayan oraz żarliwym obrońcą buddyzmu przed jego krytykami i politycznymi wrogami. W 1120 r. Dahui ponownie odwiedził Zhanga i przebywał z nim przez osiem miesięcy. Został także redaktorem zbioru mów Zhanga, do których wstęp napisał mistrz chan Juefan Huihong, z którym Dahui się zaprzyjaźnił. Zhang nadał mu także przydomek Miaoxi, który stał się jego imieniem i którego najczęściej używał mówiąc o sobie. Zhang polecił mu udać się do mistrza Yuanwu Keqina, którego klasztorem był Tianning w stolicy Bian (obecnie Kaifeng). W 1125 r. Dahui dotarł do mistrza i został jego uczniem. Jak sam wspomina, wątpił w niego jeszcze bardziej niż w innych nauczycieli.
Pewnego dnia Yuanwu osiadł na podwyższeniu w sali nauczania i rzekł: Mnich spytał Yunmena „Skąd pochodzą wszyscy buddowie?” Dahui zacytował odpowiedź Yunmena: Wschodnia góra przechodzi przez wodę.
Dahui dał mistrzowi 49 różnych odpowiedzi, ale wszystkie zostały odrzucone przez Yuanwu. Pewnego dnia Yuanwu przed zgromadzonymi mnichami powiedział. Ale ja jestem inny. Jeśli ktoś spytałby mnie „Skąd pochodzą wszyscy buddowie?”, powiedziałbym po prostu „Pachnący wietrzyk przychodzi sam z siebie z południa i w pałacowym pawilonie orzeźwia chłodnymi powiewami”.
Po tych słowach Dahui osiągnął nagle oświecenie. Stało się to jeszcze w 1125 r.
Po tym doświadczeniu pełnił w klasztorze wiele funkcji. Po jakimś czasie wspólnie prowadził klasztor ze swoim nauczycielem. Stał się bardzo znany i w 1126 r., gdy miał zaledwie 37 lat, premier obdarował go purpurową ceremonialną szatą i tytułem Wielki Nauczyciel Słońca Buddy (Fori). Było to niezwykłym wyróżnieniem dla kogoś, kto nie był nawet opatem klasztoru.
Dahui uważał, że to nie siedzenie, ale praktykowanie bez przerwy i wątpienie, przynosi oświecenie.
| Studiowałem chan przez siedemnaście lat. W mojej herbacie, w moim ryżu, gdy byłem szczęśliwy, gdy byłem zły, gdy byłem nieruchomy i spokojny, gdy byłem niespokojny, nawet raz nie dałem sobie przerwać |

W czasie wojny z barbarzyńskimi najeźdźcami Jin z północy i wschodu Yuanwu otrzymał nowy klasztor Yunzhu na południu w Jiangxi (na zachód od miasta Nanchang) i udał się tam z Dahui, który został tam jego głównym mnichem. Po czterech latach Dahui odszedł jednak od swego nauczyciela i żył między 1129 a 1133 r. w Jiangsi, Hunanie i Syczuanie we względnym odosobnieniu, mając tylko małą grupę uczniów. Od 1133 r. mieszkał w posiadłości swojego przyjaciela Han Ju (zm. 1135). Być może po śmierci Han Ju udał się do Fuzhou i Fujian, a potem do Quanzhou. Wtedy zaczął atakować „ciche oświecenie” praktykowane w szkole chan caodong, co wiadomo z tekstu Dahui nianpu.
W 1137 r. Dahui został wyznaczony przez cesarza państwa Południowej dynastii Song na opata rozbudowanego przez siebie klasztoru Nengren (Wanshou si) na górze Jing na zachód od stolicy Lin’an (Hangzhou). Klasztor ten stał się jedną z wiodących świątyń państwa. Nauki mistrza przyciągnęły wielką liczbę uczniów, która zwiększyła się z 300 mnichów do 1700. Miał później 2000 uczniów, a sam Dahhui zaczął być uważany za reinkarnację samego Linji Yixuana. Jego zasługą było odnowienie i rewitalizacja praktyki chan. Jednak jego zapatrywania polityczne spowodowały, iż w cztery lata później w 1141 r. został zesłany do kilku odległych miejsc na okres 15 lat. W 1155 r. zakończyło się jego zesłanie, które spędził nauczając, pisząc listy do różnych świeckich zwolenników i umacniając przyjaźnie z wieloma znanymi i mniej znanymi intelektualistami. Po powrocie z zesłania, w 1156 r. zaoferowano mu objęcie stanowiska opata w klasztorze na górze Asioki w Zhejiang po rekomendacji od mistrza caodong Hongzhi Zhengjuego. W 1158 r. powrócił do Hangzhou, do swojego dawnego klasztoru.
W 1161 r. poprosił o zwolnienie ze wszystkich oficjalnych funkcji i po wyrażeniu zgody przez cesarza udał się na górę Jing, gdzie ponownie został opatem Nengren si. W 1163 r. nowy cesarz Xiaozong obdarzył go tytułem Mistrz chan Wielkiej Mądrości – Dahui chanshi.
W 1163 r. na zachód od klasztoru spadł meteoryt i wkrótce Dahui zachorował. 9 dnia 8 miesiąca jego uczniowie zapytali go o zdrowie. Dahui mocnym głosem odparł Jutro udaję się w podróż. Następnego dnia o 5 godzinie własnoręcznie napisał testament i list pożegnalny do swego przyjaciela Ziyana. Na życzenie mnichów napisał wiersz szerokimi pociągnięciami pędzla:
| Narodziny są właśnie. Śmierć jest właśnie. Więc jeśli chodzi o skomponowanie wiersza, Dlaczego to ma znaczenie? |

Odłożył pędzel i zmarł. Miał 1700 uczniów i pozostawił 94 oświeconych uczniów.
Ceremonia pogrzebowa była bardzo uroczysta. Mistrz został obdarzony tytułem Powszechne Oświecenie (Pujue). Na specjalne życzenie cesarza zbiór jego mów został włączony do buddyjskiego kanonu.
W 1190 r. jego uczeń Cijing zebrał mowy mistrza i wydał je jako Dahui bushou, znane później jako Dahui yulu.

## Nauki i znaczenie

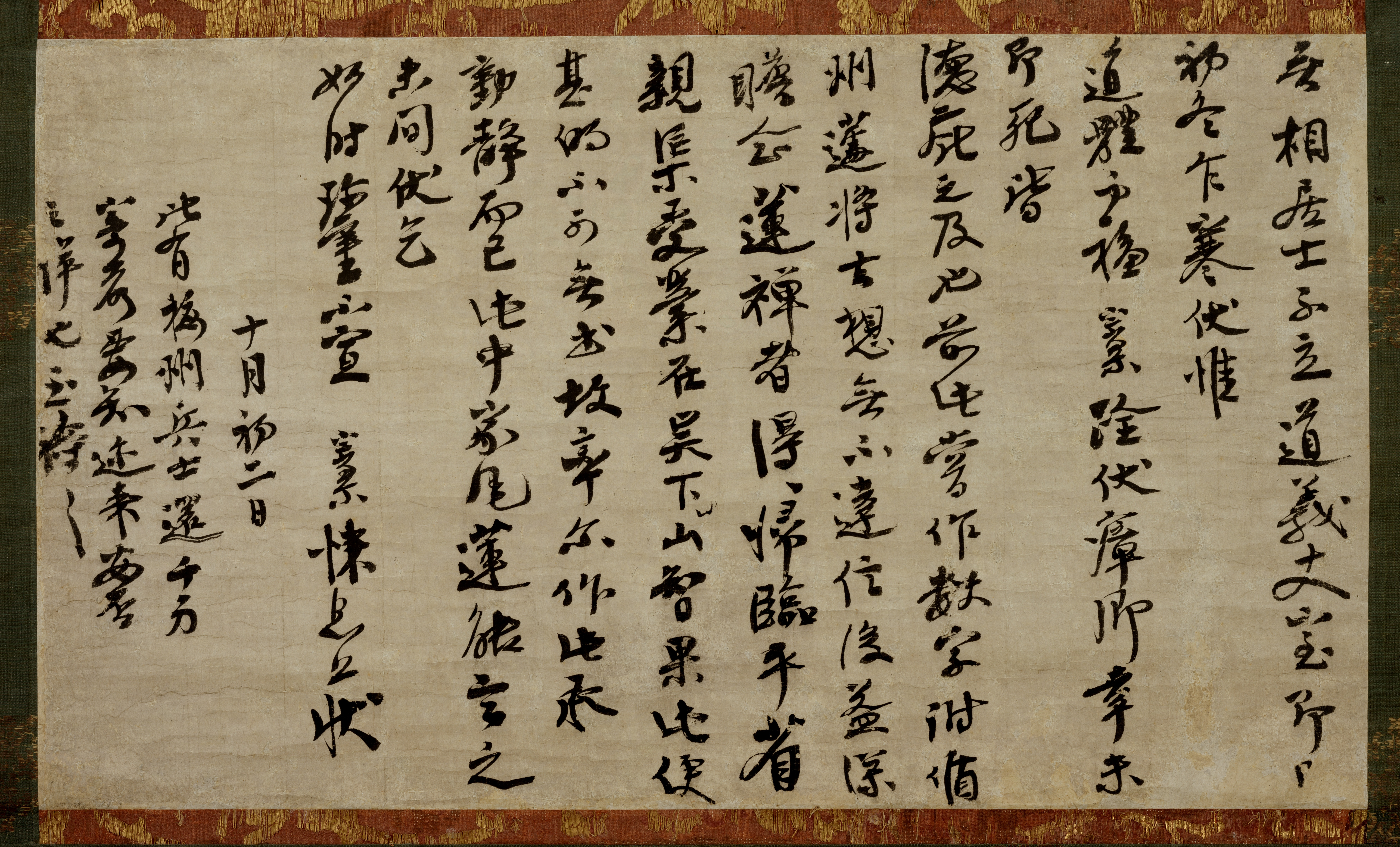
List Mistrza do Wuxianga

Dahui jest uważany za wielkiego mistrza metody gong’anów. Występował przeciwko obrońcom cichego kontemplacyjnego chanu, ale również przeciwko samej metodzie huatou chan; teorii, że chan zawiera się w uchwyceniu gong’anu. Jego pojęcie chanu było zgodne z pojęciem dao przez Zhuangzi – jest on wszędzie i nigdzie. W swym praktycznym aspekcie chan zawiera działanie i niedziałanie w zgodzie ze stosownym sposobem. A więc w ciszy jest mowa, mowa jest w ciszy, działanie w bezczynności, bezczynność w działaniu. Stosowność jest podstawą; jeśli działanie odbywa się w odpowiedniej chwili, jest ono właściwie niedziałaniem. Jeśli mowa jest wygłaszana w odpowiednim momencie, to właściwie nie została wypowiedziana.
Dahui przeprowadził słynną dysputę na temat praktyki chan ze swym przyjacielem ze szkoły caodong, mistrzem Hongzhi Zhengjue. Bronił metody gong’anowej, ale z drugiej strony, obawiając się, że uczniowie chan tworzyć będą intelektualne koncepcje, zniszczył oryginał Biyan lu.
Wiadomo także, że był pod wpływem filozofii huayan. Wywarł olbrzymi wpływ na innych mistrzów chan. Pod jego wpływem byli wielcy mistrzowie epoki Song m.in. Wumen Huikai (1183–1260), epoki Yuan: Gaofeng Yuanmiao (1238–1295) i Zhongfeng Mingben (1263–1323), epoki Ming: Yunqi Zhuhong (1535–1615), Hanshan Deqing (1546–1623) i Miyun Yuanwu (1566–1642).
Pod jego wpływem byli także mistrzowie z Korei i Japonii. Z jego idei korzystał koreański mistrz Chinul (1158–1210) oraz mistrzowie japońscy: Dōgen, Musō Soseki (1275–1351) oraz Hakuin Ekaku (1686–1769). Jeśli chodzi o Dōgena, to wiadomo, że przez jakiś czas studiował on u mistrza chan Wuji Lepaia, ucznia Dahui Zonggao. Dahui napisał pracę na temat gong’anów zatytułowaną Zhengfa yanzang (正法眼藏 – Skarbiec Właściwego Oka Dharmy), czyli w j. jap. Shōbōgenzō. Zbieżność z dziełem Dōgena jest uderzająca.
Ze współczesnych mistrzów z pewnością korzystali z jego nauk Xuyun (1840–1959) oraz Shengyan.
Dahui rozpoczął krytykę „chanu cichego oświecenia” praktykowanego przez szkołę caodong w 1134 r.
Uważa się, że jego doktryna była bardziej spekulatywna niż kontemplatywna i że był zbyt błyskotliwym, aby być głębokim. Być może i to było przyczyną, że chan szkoły linji zaczął właściwie od niego powoli chylić się ku upadkowi, tak jak chan szkoły fayan upadał po mistrzu Yongmingu Yanshou.
Dahui Zonggao był pierwszym mistrzem, który oficjalnie dokonywał przekazu Dharmy swoim uczennicom, de facto stawały się one mistrzyniami chan. Stanowiły one wzór dla późniejszych mniszek, zwłaszcza dla wybitnych mistrzyń chan w czasie XVII-wiecznego odrodzenia się chanu. Jego technika kanhua chan została ukształtowana podczas nauczania mniszki Miaodao; w 1134 r. osiągnęła oświecenie i obok Zishou Miaozong stała się drugą spadkobierczynią Dharmy mistrza.
Dahui mówił
[Odnośnie do] tej sprawy [oświecenia], nie mówimy o mężczyźnie i kobiecie, o wysokim pochodzeniu i niskim, o dużym i małym. W równości, wszystko jest jednym.

## Linia przekazu Dharmy
Pierwsza liczba oznacza pokolenia mistrzów od 1 Patriarchy indyjskiego Mahakaśjapy.
Druga liczba oznacza pokolenia od 28/1 Bodhidharmy, 28 Patriarchy Indii i 1 Patriarchy Chin.
Trzecia liczba oznacza początek nowej linii przekazu w danym kraju.
- 45/18. Yangqi Fanghui (992–1049) Szkoła yangqi
  - 46/19. Baiyun Shouduan (1025–1079)
    - 47/20. Wuzu Fayan (1024–1104)
      - 48/21. Yuanwu Keqin (1063–1135)
        - 49/22. Dahui Zonggao (1089–1163)
          - 50/23. Miaodao Dingguang (bd) mistrzyni chan (pierwsza osoba doprowadzona do oświecenie przez Zonggao)
          - 50/23. Xiangyun Tanyi (bd)
          - 50/23. Wuji Lepai
          - 50/23. Zishou Miaozong (1095–1170) mistrzyni chan
          - 50/23. Miaodao (bd) mistrzyni chan
          - 50/32. Kaixi Daoqian (bd)
          - 50/23. Zongyuan (bd)
          - 50/23. Zhuo’an Deguang (1121–1203) (także Fozhao)
            - 51/23. Guyun Daoquan (bd)
            - 51/24. Wuji Liaopai (1149–1224)
            - 51/24/1. Dainichi Nōnin (zm. 1194) Japonia; szkoła Darumy
            - 51/24. Bojian Jujian (1164–1246)
              - 52/25. Wuchu Daguan (1201–1268)

            - 51/24. Jingshan Ruyan (zm. 1225)
              - 52/25. Huiyan Zhizhao (bd)

            - 51/24. Mi’an Xianjie (1107–1186)
              - 52/25. Songyuan Chongyue (1139–1209
                - 53/26. Yun’an Puyan (1156–1226)
                  - 54/27. Xutang Zhiyu (1189–1269)
                    - 55/28/1. Nampo Jōmyō (1235–1309) Japonia. Szkoła rinzai.

              - 52/25. Po’an Zuxian (1136–1211)
                - 53/26. Wuzhun Shifan (Yuanzhao) (1177–1249)
                  - 54/27. Wuxue Zuyuan (1226–1286) (także Foguang)
                    - 55/28/1. Kōhō Kennichi (1241–1316) Japonia.
                    - 55/28/1. Kian Soen (1261–1313) Japonia.
                    - 55/28/1. Muchaku (ur. 1243) Japonia. Mniszka
                    - 55/28/1. Hōjō Tokimune (1251–1284) Japonia.
                    - 55/28/1. Ichiō Inkō {1210–1281)Japonia
                    - 55/28. Wu’an Puning (1197–1276)
                      - 56/29/1. Hōjō Tokiyori (1227–1263) Japonia

                    - 55/28/1. Enni Ben’en (1201–1280) Japonia
                    - 55/28. Wanji Xingmi (bd)
                      - 56/29. Yishan Yining (1217–1317)
                        - 57/30/1. Kokan Shiren (1278–1346) Japonia
                        - 57/30/1. Sesson Yūbai (1290–1346) Japonia

                  - 54/27. Xueyan Huilang (bd)
                    - 55/28. Gaofeng Yuanmiao (1238–1295)
                      - 56/29. Pugui Wuwei (bd) mniszka
                      - 56/29/1. Zhongfeng Mingben (1263–1323) Japonia
                        - 57/30. Wenjian Guxin (zm. 1322) mniszka
                        - 57/30. Tianru Weize (1286–1354)
                        - 57/30/2. Kosen Ingen (1295–1374) Japonia

                    - 55/28. Qi’an Zongxin (bd)
                      - 56/29. Shiwu Qinggong (1272–1352)
                        - 57/30. T’aego Poŭ (1301–1382) Korea. Szkoła imje